# Лесная улица (Екатеринбург)
Лесна́я улица — улица в жилом районе «Новая Сортировка» Железнодорожного административного района Екатеринбурга. Длина улицы составляет всего 200 метров.

## Расположение и благоустройство
Лесная улица проходит с запада на восток надломленной линией. Начинается в жилом дворе и заканчивается примыканием к улице Бебеля. Соединений с другими улицами не имеет.

## Транспорт

### Наземный общественный транспорт
По улице не проходят маршруты общественного транспорта. На ближайшей остановке Бебеля (около 170 м) можно совершить посадку на маршруты трамваев № 6, 19, 23, 24, автобусов № 57, 57А, 61, а также маршрутного такси №08, 09, 011, 15, 20, 021, 057, 73.

### Ближайшие станции метро
Действующих станций Екатеринбургского метрополитена на данной улице нет, линий метро к улице проводить не запланировано.